# Nefes
Un nefes, littéralement « souffle » en turc, est un hymne spirituel, chanté avec ou sans accompagnement de  bağlama, dans le rituel religieux alévi, le cem.
Il se compose généralement de trois ou quatre quatrains au plus.
Dans le dernier quatrain se trouve le nom du poète qui l’a composé.